# Нохорой
Нохорой (якут. Нохорой) — село в Хангаласском улусе Республики Саха (Якутия) России. Входит в состав Иситского наслега.

## География
Село находится на юге центральной части Якутии, в пределах правобережной части долины реки Лены, на расстоянии примерно 208 километров (по прямой) к юго-западу от города Покровска, административного центра улуса.
Климат
Климат характеризуется как резко континентальный. Средняя температура воздуха самого тёплого месяца (июля) составляет 19 °C; самого холодного (января) — −40 °C. Среднегодовое количество атмосферных осадков составляет 200—350 мм.
Часовой пояс
Село Нохорой находится в часовой зоне МСК+6. Смещение применяемого времени относительно UTC составляет +9:00.

## Население
| 2002 | 2010 | 2021 |
| ---- | ---- | ---- |
| 42   | ↘31  | ↘21  |

Половой состав
По данным Всероссийской переписи населения 2010 года в гендерной структуре населения мужчины составляли 41,9 %, женщины — соответственно 58,1 %.
Национальный состав
Согласно результатам переписи 2002 года, в национальной структуре населения якуты составляли 76 % из 42 чел.

## Улицы
Уличная сеть села состоит из одной улицы (ул. Нохоройская).